# Blackbird - L'ultimo abbraccio
Blackbird - L'ultimo abbraccio (Blackbird) è un film del 2019 diretto da Roger Michell.
Film drammatico statunitense, remake della pellicola danese Stille hjerte.

## Trama
Lily è affetta da sclerosi laterale amiotrofica (SLA). Essendo la sua aspettativa di vita molto breve e di qualità infima decide di optare per l'eutanasia. Chiederà aiuto a suo marito e parte con la famiglia per un ultimo viaggio tutti insieme, ma una delle sue due figlie minaccia di mandare a monte i suoi piani.

## Distribuzione
Il film è stato distribuito negli Stati Uniti il 18 settembre 2020. In Italia è stato trasmesso per la prima volta il 26 luglio 2021 su Sky Cinema Uno.

## Accoglienza

### Incassi
Il film ha registrato un incasso di $1.703.457 al botteghino internazionale.